# Slaget vid pyramiderna
Slaget vid pyramiderna utkämpades den 21 juli 1798 mellan den franska armén i Egypten under Napoleon Bonaparte och lokala mamluk-styrkor och slutade med fransk seger. 
Efter att ha intagit Alexandria marscherade Napoleon mot Kairo. Han mötte två av de härskande mamlukernas styrkor 15 km från pyramiderna och bara 6 km från Kairo. Mamlukernas styrkor kommenderades av Murad Bey och Ibrahim Bey och hade ett kraftfullt och välutvecklat kavalleri.
Napoleon insåg att de enda egyptiska trupperna av värde på slagfältet var kavalleriet så han beordrade ett avancemang mot Murads armé med sin egen armé organiserad i ihåliga fyrkanter med artilleri, kavalleri och utrustning i mitten av varje fyrkant. Mamlukerna anföll sidorna på fyrkanterna men slogs tillbaka med musköt- och artillerield.
Efter nyheten om deras legendariska kavalleris nederlag begav sig den väntande mamluk-armén i Kairo till Syrien för att organisera om sig. Slaget innebar slutet på 700 år av mamlukiskt styre i Egypten. Trots denna lovande början innebar amiral Horatio Nelsons seger i slaget vid Nilen tio dagar senare slutet för Napoleons hopp om en ärofylld erövring av Mellanöstern.